# Vicente Rodríguez
Vicente Rodríguez Guillén, poznatiji kao Vicente, (Valencia,  16. srpnja 1981.) zvan El puñal de Benicalap (Bodež od Benicalpa) je španjolski bivši nogometaš. Zadnji klub mu je bio Brighton & Hove Albion F.C.
On je lijevo krilo s izuzetnom tehnikom i odličnim osjećajem za golom. Vicente je postao jedna od najpoželjnijih nogometnih osoba u slavnoj povijesti Valencije. Odanost i predanost klubu svih ovih godina stvorile su ga legendom Valencije. Mnogi ga još uvijek smatraju kao najbolje krilo u La Ligi, unatoč činjenici da se da je stalno bio ozljeđen i bio izvan terena. 

Bivši Valencijin trener Claudio Ranieri jednom je rekao: 

## Vanjske poveznice
- Profil BDFutbol
- Službena stranica  Arhivirana inačica izvorne stranice od 30. listopada 2009. (Wayback Machine)
- Igračeva statistika na www.lfp.es